# Канселье, Эжен
Эже́н Лео́н Канселье́ (фр. Eugène Léon Canseliet; род. 1899; Сарсель, Иль-де-Франс; ум. 1982) — французский эзотерик, алхимик и писатель; единственный ученик Фулканелли, от которого получил письменное наследие; автор предисловий к книгам Фулканелли.

## Биография и деятельность
Канселье с юного возраста отличался необычными способностями, например, в 13 лет он увидел во сне латинскую надпись, которую много лет спустя найдёт на римской вилле маркиза Паломбара (Palombara). Обучался в марсельском лицее и художественной школе, затем в университете Экс-ан-Прованса. Во время учёбы познакомился с Фулканелли и его иллюстратором Жан-Жульеном Шампанем (Jean-Julien Champagne; 1877—1932), сильно повлиявшими на судьбу Канселье. Они оба, а также Гастон Соваж (Gaston Sauvage; 1897—1968), присутствовали во время первой алхимической трансмутации, совершённой Канселье в 1922 году на газовом заводе в Сарселе. После чего Канселье сосредоточился на изданиях рукописей Фулканелли и собственных, а также на исследованиях в области оккультных знаний.
В период 1923—1926 годов Канселье публикует два сочинения своего учителя Фулканелли c собственными предисловиями:
- «Тайны готических соборов и эзотерическая интерпретация герметических символов Великого Делания» (Fulcanelli, Le Mystere des cathedrales; изд. Париж, 1926);
- «Философские обители и связь герметической символики с сакральным искусством и эзотерикой Великого Делания» (Les Demeures philosophales; П., 1930).

Якобы к печати готовилась третья рукопись — «Венец земной славы» (Finis Gloriae Mundi), но манускрипт был возвращён по требованию учителя Канселье. На подозрения, что настоящим автором текстов являлся он сам, Канселье отвечал (текст, опубликованный Робером Амаду), что в пору издания сочинений ещё не достиг нужного возраста для написания подобных текстов, но зато имел необходимые редакторские навыки.
Канселье также работал над собственными сочинениями. В 1945 году он познакомился с двумя увлечёнными тайными знаниями Андре Бретоном и Мирчей Элиаде, и, несмотря на потерю в войну части своего архива, смог опубликовать «Два алхимических жилища вне науки и истории» (Deux logis alchimiques en marge de la science et de l’Histoire; изд. Париж). В этом тексте он представил загадочную схему, отражающую саму основу теории хилиазма, которую тамплиеры оставили, среди прочих граффити, на стенах их темницы в Шинонском донжоне.
Позднее, в Испании в 1952 или 1954 году, Канселье в последний раз встретился с почтенным Фулканелли, возраст которого насчитывал 113 лет.
Продолжая редакторское дело, Канселье опубликовал в 1956 году труд средневекового алхимика Валентина «Двенадцать ключей философии» (лат. Duodecim Claves; фр. Douze clés de philosophie).
Последующие издания, собственные труды:
- Etudes diverses de symbolisme hermétique et de pratique philosophale (Париж, 1964);
- L’Alchimie et son livre muet (П., 1967);
- L’Alchimie expliquée sur ses textes classiques (П., 1972).